# Maurice Alet
Ne doit pas être confondu avec Maurice Allais.
Maurice Alet, né le 7 septembre 1874 à Villefranche-de-Rouergue et mort à Pouvourville (Toulouse) le 10 novembre 1967, est un ébéniste français actif à Toulouse dans la première moitié du 20e siècle. Il a renouvelé l'ébénisterie locale et introduit un art original tout en restant attaché au bois et au style régionaliste.

## Biographie
Né dans une famille de commerçants, Maurice Joseph Gaston Alet se forme aux arts décoratifs auprès de Jean Rivière à l'École des beaux-arts de Toulouse à partir de 1890.
Il termine ses études en 1897 et obtient les 1er prix d'initiative individuelle et de sculpture ornementale.
À l'issue de sa formation il ouvre un magasin La Ruche avec son frère Edmond au 26 rue Saint-Antoine du T.
En 1902 il s'associe au marchand Jauvert (1872-1924) pour fonder l'atelier toulousain des Éditions Jauvert et Alet qu'il dirigera seul de 1924 à 1952.
Il a collaboré avec de nombreux artistes toulousains : Henry Parayre, Joseph Monin, Antonin Cazelles ou Jean Fauré.
En 1905 il participe à la fondation de la Société des artistes méridionaux.
Son journal intime composé de 9 cahiers illustrés témoigne de sa grande érudition et de son goût prononcé pour la culture du midi toulousain.

« La vie est plus forte que tout et l'art ne s'interrompt pas plus que la vie. Il est toujours le même dans son fond à la condition d'être différent dans ses formes, de réaliser des aspects nouveaux et des vérités éternelles »

— Maurice Alet, Journal intime cahier n°7, archives familiales
Il a donné une nouvelle impulsion à l'ébénisterie toulousaine ouvrant la voie à des artistes comme Georges Soutiras et  André Arbus,

## Œuvres
Il a réalisé du mobilier (chambres, bureaux, salons, salles à manger ...etc.) tour à tour de style Art nouveau, Art déco puis inspiré par les courants des années 1940 et 50. Il reprend les courants de pensées modernistes initiés entre autres par Charlotte Perriand et Jean Prouvé pour les adapter à une conception méridionale de l'ébénisterie.  Ses réalisations sont signées ou estampillées au nom de l'atelier La Ruche auquel succède la mention Jauvert et Alet puis à partir de 1925 apparaissent ses initiales entrelacées.    
À ses débuts, influencé par l'Art nouveau, il utilise les courbes et les motifs végétaux. Dans les années 1910 les lignes deviennent plus sobres et rectilignes pour atteindre une radicalisation et une épuration des formes dans les années 1940 et 50.
Refusant l'emploi des matérieux industriels, il travaille diverses essences de bois régionaux et exotiques réalisant des plaquages et marqueteries pour les modèles les plus luxueux alliant recherche esthétique et préoccupation fonctionnelle.
À partir de 1925 il reçoit plusieurs commandes officielles :   
- cabinets de travail pour des services de la ville de Toulouse
- En 1935 il conçoit le mobilier de la bibliothèque de Toulouse dans un style épuré et géométrique selon le projet d'ensemble défini par l'architecte Jean Montariol. Les tables en hêtre de Hongrie, oukoumé et chêne étaient recouvertes de caoutchouc pour des raisons acoustiques. La conception des fauteuils en bois témoigne d'une recherche de sobriété esthétique et d'ergonomie[3]. En 2003 l'ensemble a été remplacé par du mobilier contemporain.
- En 1936 il réalise les tables et fauteuils de la salle des séances de la chambre de commerce de Toulouse.